# Буланже Павло Олександрович
Павло Олександрович Буланже (02 (14) червня 1865 — 25 лютий 1925) — російський письменник, перекладач і публіцист, мемуарист. Послідовник Льва Толстого. Псевдоніми — Бекер Б-р, П. Хлєбніков, Поль-Буль та інші.

## Біографія
Народився в слободі Артемівка Міуського округу, тепер Амвросіївського району Донецької області. Батько — француз, сільський вчитель, служник Катерининської залізниці. Павло Буланже закінчив 1882 року Таганрізьку гімназію. Закінчив фізико-математичний факультет Харківського університету (1887), кандидат математичних наук (1888). З 1887 працював в урядовому залізничному відомстві.
У 1888 зустрівся з Львом Толстим, ця зустріч поклала початок їх двадцятирічній співпраці і дружбі. З 1893 року співробітник у видавництві «Посередник». За поширення заборонених творів Льва Толстого і зв'язок з сектантами в 1897 році висланий з Російської імперії. Жив в Англії, видавав твори Льва Толстого.
В кінці 1899 повернувся в Росію. У період з 1900 по 1904 перебував під негласним наглядом поліції. У 1902 році супроводжував Льва Толстого під час його поїздки в Гаспру. У 1907 таємно поїхав в місто Грозний, де працював на нафтопромислах.
Був власником і засновником «Друкарня торгового дому О. Печковський, П. Буланже і Ко».
У період 1909—1916 жив недалеко від Ясної Поляни. Постійний відвідувач і співробітник Льва Толстого. У 1910 році був присутній при кончині Льва Толстого в Астапові.
До 1916 року займався розбором літературної спадщини Льва Толстого. Після більшовицького Жовтневого перевороту працював в Наркомзему РРФСР.
Голова Надзвичайної комісії з обліку і охорони племінного тваринництва. У 1923-25 працював в першому радгоспі «Лісові галявини».
Помер в радгоспі «Лісові Поляни» поблизу станції Болшево Московської області.

## Твори
- Жизнь и учение Конфуция. М., 1903.
- Болезнь Л. Н. Толстого в 1901—1902 гг. //Минувшие годы. 1908. № 9
- На промыслах: Из дневника рабочего // Познание России. 1909. № 1—3
- Жизнь и учение Сиддарты Готамы, прозванного Буддой, то есть Совершеннейшим. Журнале «Жизнь для всех». 1910, № 3.
- Ми-Ти — китайский философ. Учение о всеобщей любви. М., 1910 (перевод и подбор материала)
- Как писалась драма «Живой труп» // Русское Слово. 1911. 9 окт.
- Толстой и Чертков. М., 1911
- Жизнь и учение Сиддарты Готамы, прозванного Буддой, то есть Совершеннейшим. М., 1911 (перевод и составление)
- К смерти Л. Н. Толстого. «Русские ведомости». 1911. 6 ноября
- Как работал и учил работать Л. Н. Толстой. Журнал «Жизнь для всех». 1911. № 8
- «Толстой и Чертков», М., Тип. И. Д. Сытина, 1911
- Как Л. Н. Толстой писал Хаджи Мурата. «Русская мысль». 1913, июнь.
- На землю! Москва, 1916
- П. Хлебников (Павел Александрович Буланже). Краснокожие. Из жизни Северо-Американских индейцев. М., «Госиздат» 1929
- Первые встречи с Л. Н. Толстым //Яснополянский сборник, 1982. Тула, 1984.

## Переклади
- Вильям Чаннинг, апостол безконечного совершенствования человека. Часть 1: Биографический очерк. Пер.с франц. Часть 2: О самовоспитании. Речь Чаннинга Пер./англ. П. А. Буланже. Серия: Замечательные мыслители древнего и нового мира. М.: Типо-литография `Русского Т-ва печатного и издательского дела`, 1903 г. 178 стр.
- Фильдинг. Душа одного народа. Рассказ английского офицера о жизни его в Бирме. Пер. с англ. П. А. Буланже. М. Посредник 1905 г. VIII, 308 стр.
- Уйд. Садик маленького Гарри. Рассказ Уйда. С 6-ю рисунками. Перевод с английского П. А. Буланже. Издание 2-е. М. Тип. торгового дома А. П. Печковский. 1906 г. 39 стр.
- Фокс Фр. Министр на час. Библиотека И. Горбунова-Посадова Перевод с английского П. Буланже. М. Кушнерев и Ко. 1910 г. 24 с.
- Сетон-Томпсон Э. Лис Домино из окрестностей Гольдура. (История серебристого лиса). С рисунками автора. Библиотека И. Горбунова-Посадова для детей и для юношества.№ 146. М. Типо-литогр. Т-ва И. Н. Кушнерева и Ко. 1910 г. 82 стр.